# Wiltscha (Poliske)
Wiltscha (ukrainisch Вільча; russisch Вильча) war eine Siedlung städtischen Typs in Polesien im Nordwesten der ukrainischen Oblast Kiew. Sie wurde 1986 durch den Nuklearunfall im Kernkraftwerk Tschernobyl radioaktiv kontaminiert und 1999 offiziell aufgelöst.

## Geografische Lage
Die Ortschaft lag an der Grenze zu Belarus und zur Oblast Schytomyr auf einer Höhe von 151 m am Ufer des Bereschest (Бережесть), eines 14 km langen, linken Nebenflusses des Usch-Zuflusses Hreslja (Грезля). Die ehemalige Siedlung befindet sich 15 km nördlich von Poliske, 41 km nördlich vom Rajonzentrum Krassjatytschi, 60 km westlich von Tschornobyl und 145 km nordwestlich vom Oblastzentrum Kiew.
Durch Wiltscha verlaufen die Territorialstraße T–10–35 und die Eisenbahnstrecke Owrutsch–Tschernihiw. Die Siedlung lag an der Sperrzone von Tschernobyl, auf der belarussischen Seite der Grenze befindet sich das Polessische Staatliche Radioökologische Schutzgebiet.

## Geschichte
In dem im 19. Jahrhundert als Oleksijiwka (Олексіївка) gegründeten Dorf begann Anfang Mai 1927 der Bau der Eisenbahnstrecke Owrutsch–Tschernihiw. 1928 wurden ein Bahnhof sowie zwei Schlafsäle für die Arbeiter des Bahnhofs errichtet und im Ort entstand daraufhin ein Sägewerk, eine Mühle und eine Schmiede. Im Deutsch-Sowjetischen Krieg wurden der Bahnhof und die Bahnstrecke zerstört sowie zahlreiche Häuser niedergebrannt.
Nachdem das Siedlungsgebiet am 6. November 1943 von der Roten Armee befreit wurde, wurden die Zerstörungen schnell behoben. Durch einen Erlass des Präsidiums der Werchowna Rada der Ukrainischen SSR vom 15. Mai 1958 wurden der Bahnhof Wiltscha und das Dorf Oleksijiwka zur Siedlung städtischen Typs Wiltscha vereint und der Siedlungsrat von Wiltscha gebildet. 1968 lebten in Wiltscha 2500 Menschen.
Durch die Nuklearkatastrophe von Tschernobyl im April 1986 wurde Wiltscha radioaktiv kontaminiert, jedoch erst zehn Jahre nach der Nuklearkatastrophe wurde die Ortschaft, wie auch das benachbarte, ehemalige Rajonzentrum Poliske geräumt. Von Oktober 1992 an zogen etwa 3000 Einwohner, mitsamt ihrem beweglichen Eigentum, nach und nach in eine eigens für sie neu gegründete, gleichnamige Siedlung im Norden der Oblast Charkiw. Offiziell aufgelöst wurde Wiltscha erst 1999. Heute ist die Ortschaft ein Ziel für den Katastrophentourismus in der Ukraine.

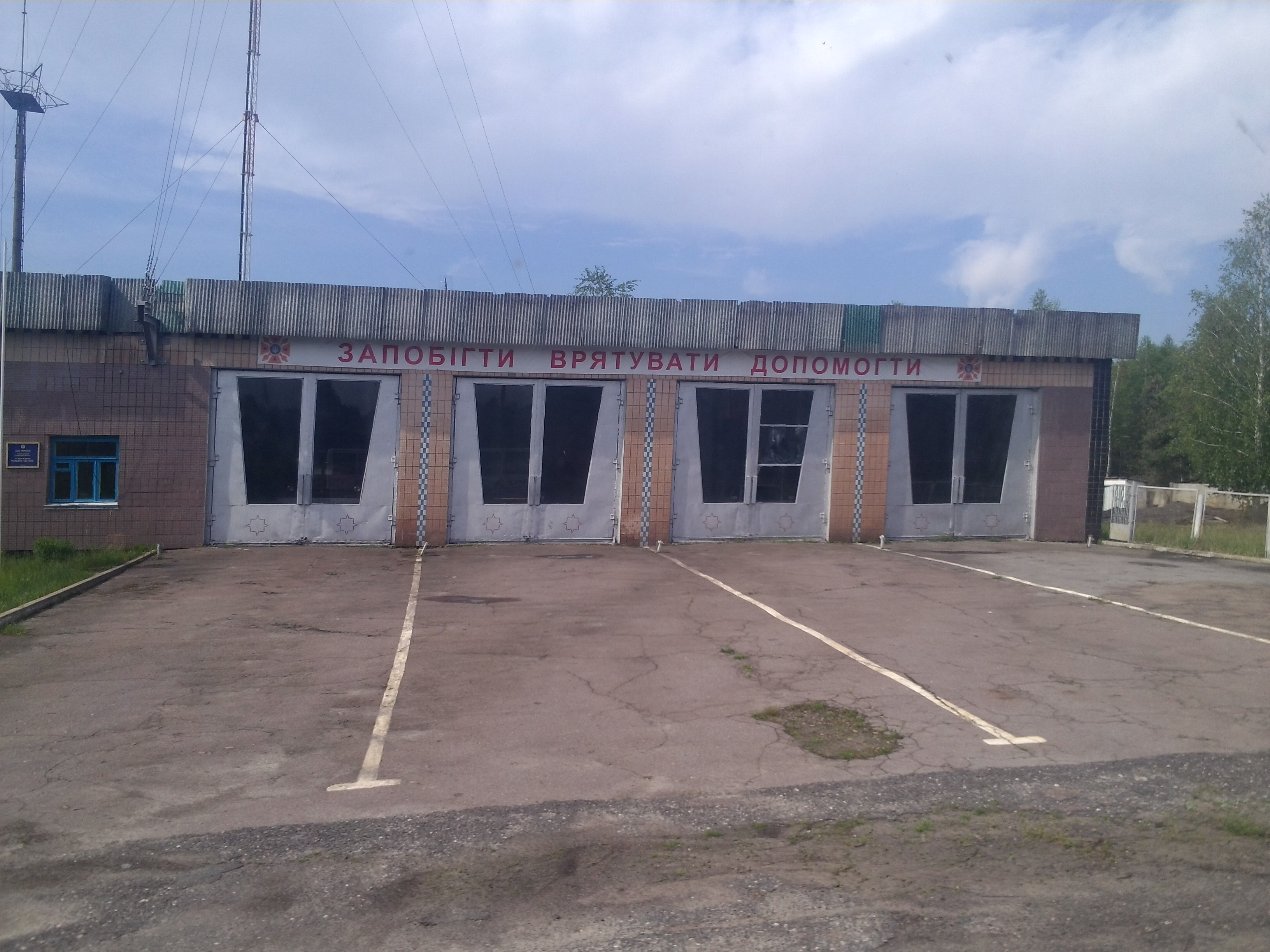
Feuerwache im Ort
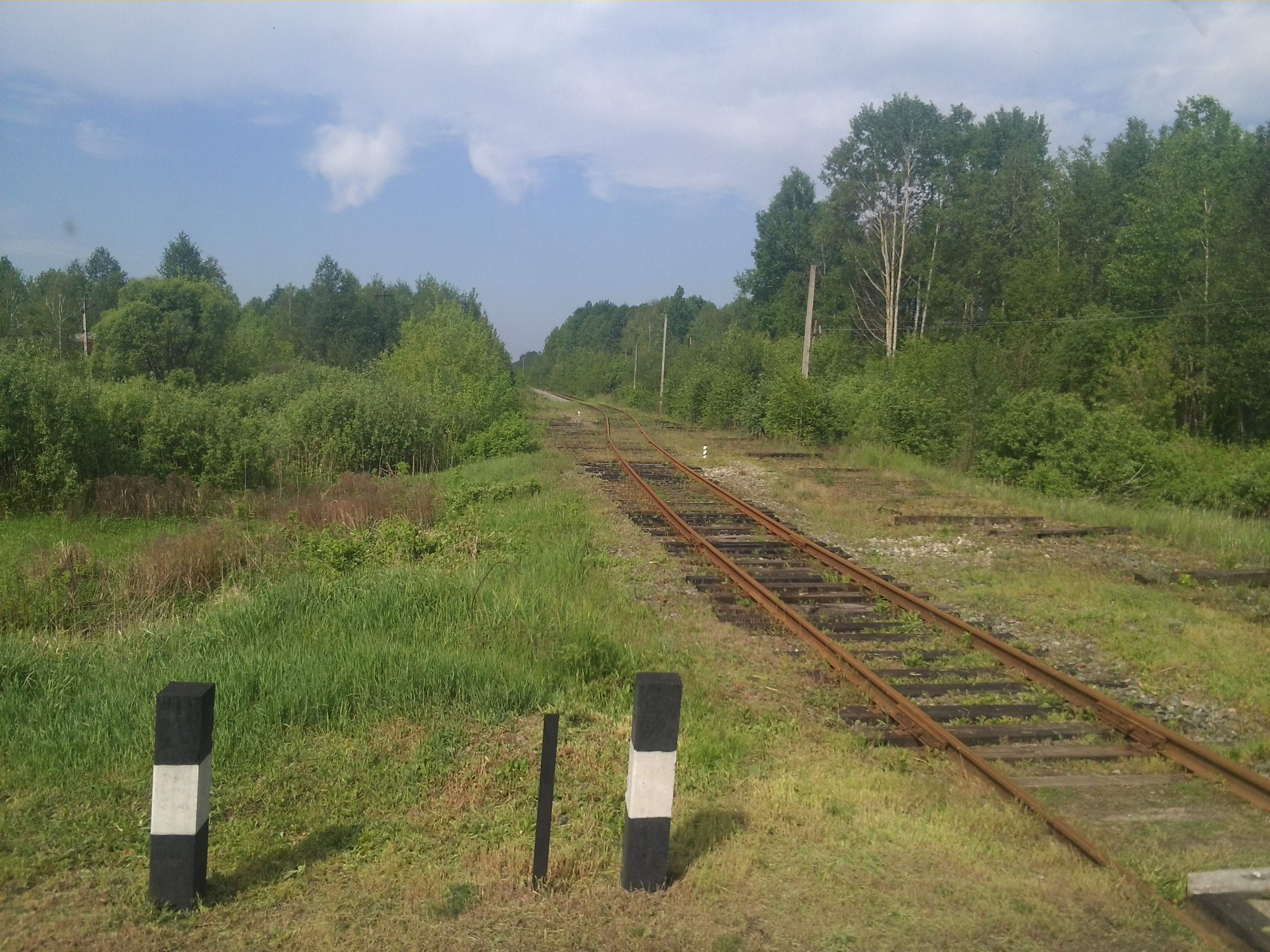
Eisenbahnstrecke Owrutsch–Tschernihiw
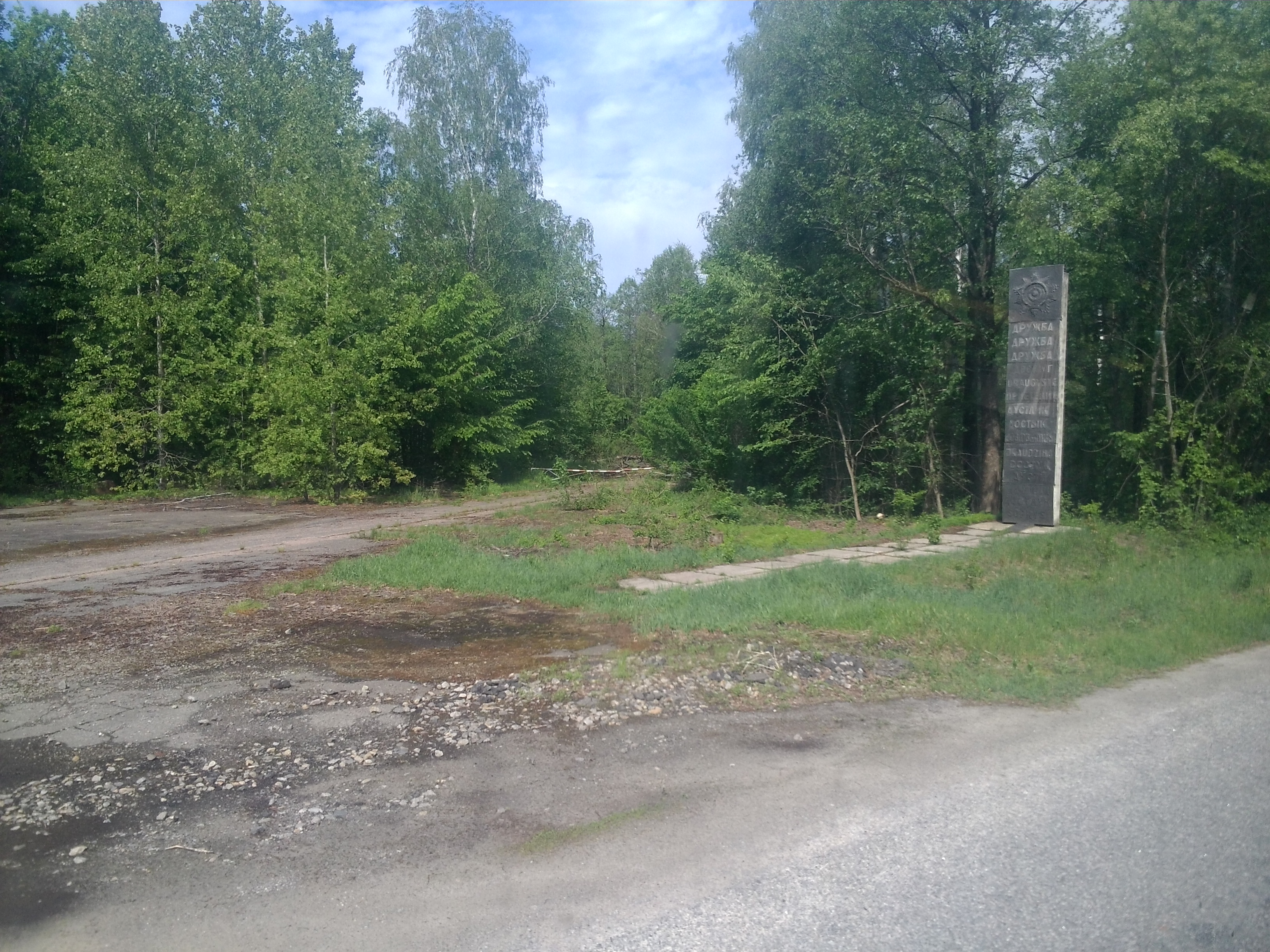
Freundschaftsdenkmal am ukrainischen Grenzkontrollpunkt in Richtung Belarus